# Киркланд, Уильям
Уи́льям Уи́тби Ки́ркланд (William Whedbee Kirkland) (13 февраля 1833 — 12 мая 1915) — американский военный, бригадный генерал армии Конфедерации в годы Гражданской войны. Единственный морской офицер США, перешедший на сторону Конфедерации.

## Ранние годы
Киркланд родился в Хилсборо, в округе Ориндж, Северная Каролина. В 1852 году он поступил в академию Вест-Пойнт, однако, был отчислен в 1855 году. Несмотря на это, он был зачислен в морской корпус США в звании второго лейтенанта.
16 февраля 1859 года Киркланд женился на Сьюзан Харди, племяннице генерала Уильяма Харди.
В 1860 году Киркланд уволился из армии США.

## Гражданская война
Когда началась гражданская война, Киркланд собрал и обучил пехотный полк, который назывался 11-й северокаролинский добровольческий полк (11th North Carolina Volunteers), но впоследствии был переименован в 21-й северокаролинский пехотный полк (21st North Carolina). Этот полк был включён в 1-ю бригаду Потомакской армии и принял участие в первом сражении при Бул-Ране. После сражения полк Киркланда был переведен в бригаду Эрли, затем в бригаду Криттендена, а затем командование бригадой принял Исаак Тримбл.
В феврале 1862 года командование всей дивизией принял Ричард Юэлл и в составе этой бригады полк Киркланда участвовал в кампании в долине Шенандоа. 25 мая Киркланд получил сквозное ранение обеих бёдер во время сражения при Винчестере и выбыл из строя на несколько месяцев. «Полковник Киркланд воодушевлял своих людей, размахивая саблей, и в этот момент был ранен в бедро, но не покинул поля боя», писал Тримбл в рапорте про ранение Киркланда.
После выздоровления он некоторое время служил при штабе генерала Патрика Клейберна.
В июне 1863 года Киркланд вернулся в Северовирджинскую армию и возглавил свой прежний полк, который теперь числился в дивизии Джубала Эрли, в бригаде, которой командовал Исаак Эвери. Он участвовал во втором сражении при Винчестере, где его полк не был активно задействован. В первый день сражения при Геттисберге полк Киркланда находился во второй линии дивизии, зато на второй день сражения все три полка бригады Эвери поддерживали атаку луизианских тигров на Кладбищенский Холм.
В августе 1863 года Киркланд получил звание бригадного генерала и стал командовать бывшей бригадой Хета-Петтигрю. Он участвовал в сражении при Бристо-Стейшен, где был ранен в левую руку. В 1864 году он командовал бригадой в битве в Глуши и в сражении при Спотсильвейни, а затем в сражении при Колд-Харбор, где снова получил ранение. В августе 1864 года ему поручили другую бригаду, в составе дивизии Роберта Хука.
Осенью Киркланд служил при Лонгстрите, а в декабре был переведен в Северную Каролину и участвовал в сражении за Форт-Фишер. Когда форт был сдан и южане отошли к Уилмингтону, Киркланд командовал арьергардом и в этой роли участвовал в сражении на Уайз-Форк. Позже он участвовал в сражении при Бентонвилле и сдался федеральной армии вместе с частями Джозефа Джонстона 26 апреля 1865 года в Дурхаме.

## Послевоенная деятельность
После войны Киркланд поселился в Саванне, Джорджия, откуда потом переселился в Нью-Йорк и работал на почте. К концу века н уже был инвалидом и жил в солдатском доме в Вашингтоне. Он умер 12 мая 1915 года и был похоронен на кладбище Эльмвууд-Семетери в Шепардстауне, Западная Вирджиния.